# مریم مقدس (فیلم)
مریم مقدّس یک سریال ایرانی به کارگردانی شهریار بحرانی و نویسندگی محمدسعید بهمن‌پور است که در سال‌های ۱۳۷۸–۷۹ تولید شد و در تابستان سال ۱۳۸۰ نیز روی پرده رفت و با استقبال مخاطبان مواجه شد ضمن اینکه نسخهٔ تلویزیونی آن نیز یک سال بعد در قالب یک مینی‌سریال روی آنتن رفت.
در این فیلم بیش از ۹۰ بازیگر به ایفای نقش پرداخته‌اند و شبنم قلی‌خانی در نقش مریم مادر عیسی ظاهر شده‌است. بازنویسی فیلمنامهٔ این مجموعه را حسین پناهی و حسین نوری بر عهده داشته‌اند.

## خلاصهٔ داستان
شانزده سال پیش از میلاد مسیح زمانی که مردم منتظرند تا مسیحای موعود متولد شود، فرزند عمران دختر می‌شود و مادرش نام کودک را مریم انتخاب می‌کند و چون پیش از تولد عهد بسته که او را تا زمان بلوغ به خدمت در معبد مقدس بگمارد، به معبد می‌رود، اما تا به حال پای دختری به معبد باز نشده. زکریا تلاش می‌کند که با تمامی مخالفت‌های روحانیان یهودی مریم در معبد بماند و کم‌کم با وجود الهامات به مریم، مردم به سوی او جلب می‌شوند. اما بعد از یک اتفاق مریم از معبد رانده می‌شود. در همان موقع با خواست خداوندی مریم باردار می‌شود و همین موضوع سوء ظن مردم را برمی‌انگیزد. هرود که از تولد کودک احساس ناامنی می‌کند دستور قتل نوزاد را می‌دهد، اما نوزاد به دنیا می‌آید و با صحبت کردن در گهواره همه را مبهوت می‌کند.

## بازیگران
| شبنم قلی‌خانی      | مریم           |
| پرویز پورحسینی    | زکریا          |
| مریم رضوی         | کودکی مریم     |
| حسین یاری         | ناتان          |
| محمد کاسبی        | یساکار         |
| رؤیا تیموریان     | حنا            |
| شیرین بینا        | الیصابات       |
| جعفر دهقان        | هرود           |
| مرجان شیرمحمدی    | بانو میریام    |
| کوروش تهامی       | یوسف           |
| افسانه ناصری      | زن یساکار      |
| محسن زهتاب        | یربعام         |
| اندیشه فولادوند   | گلدا           |
| هوشنگ منصورخاکی   | پریکلس         |
| رضا رضوی          | آنتیپاتر       |
| زهرا سعیدی        | حنه            |
| محمد پورستار      | هیلل           |
| فخرالدین صدیق‌شریف | دانشمند ایرانی |
| رضا توکلی         | داوود          |
| ابوالفضل شاه کرم  | افراییم        |
| مهدی فقیه         | صدقیا          |
| ماندانا نیرومند   | خواهر هرود     |
| رضا عظیمی         | میخائیل        |
| محمدرضا باقری     | ارون           |
| زهیر یاری         | جبرئیل         |
| مهتاب کرامتی      | سرافینا        |
| محمد ابراهیم خاری | یهویاکین       |
| منبع:             |                |